# چمینکو
چمینکو (به لاتین: Trzemienko) یک روستای لهستان در لهستان است که در Gmina Barwice واقع شده‌است.